# Manx National Heritage

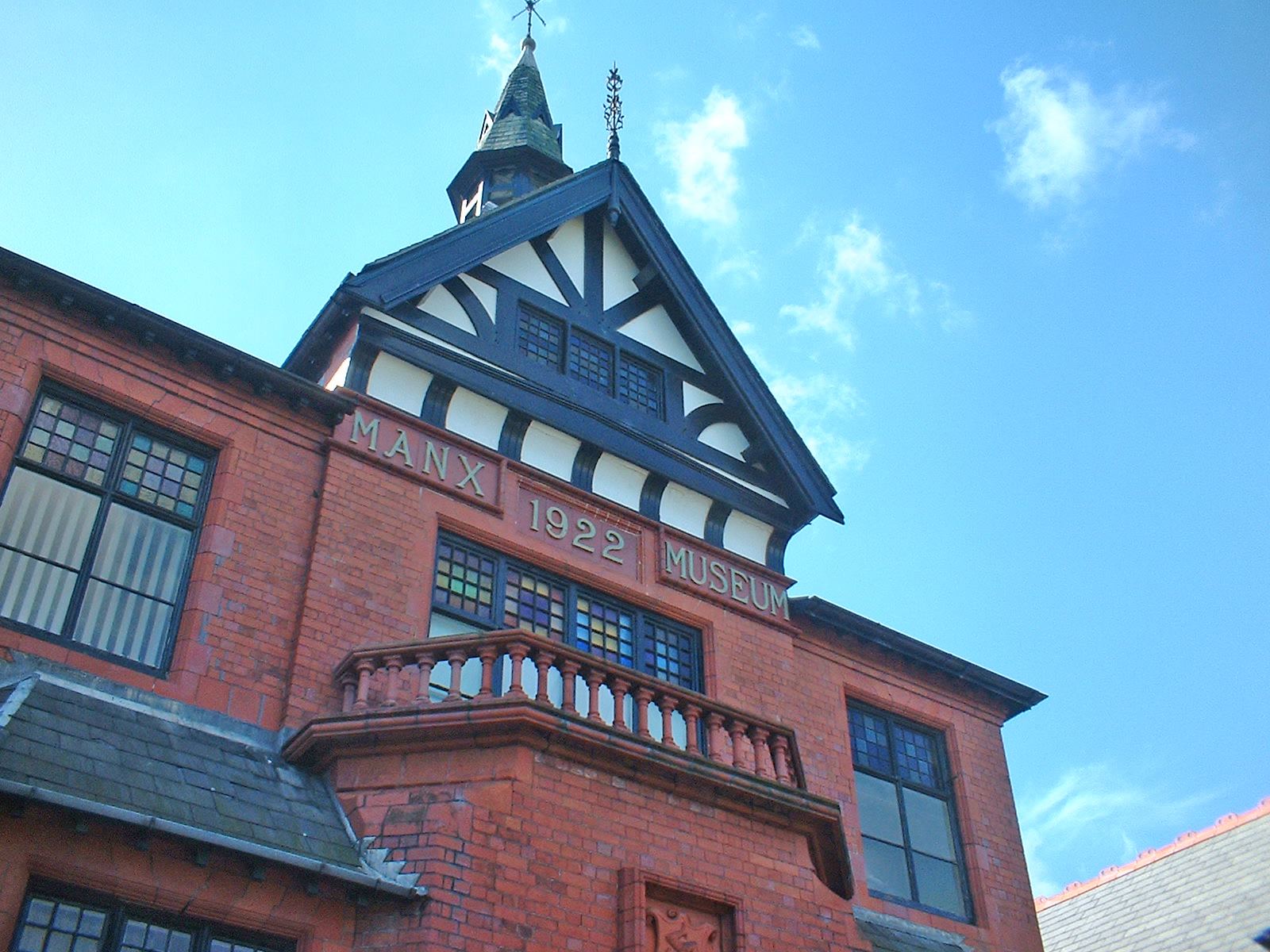
Manx National Museum, Douglas

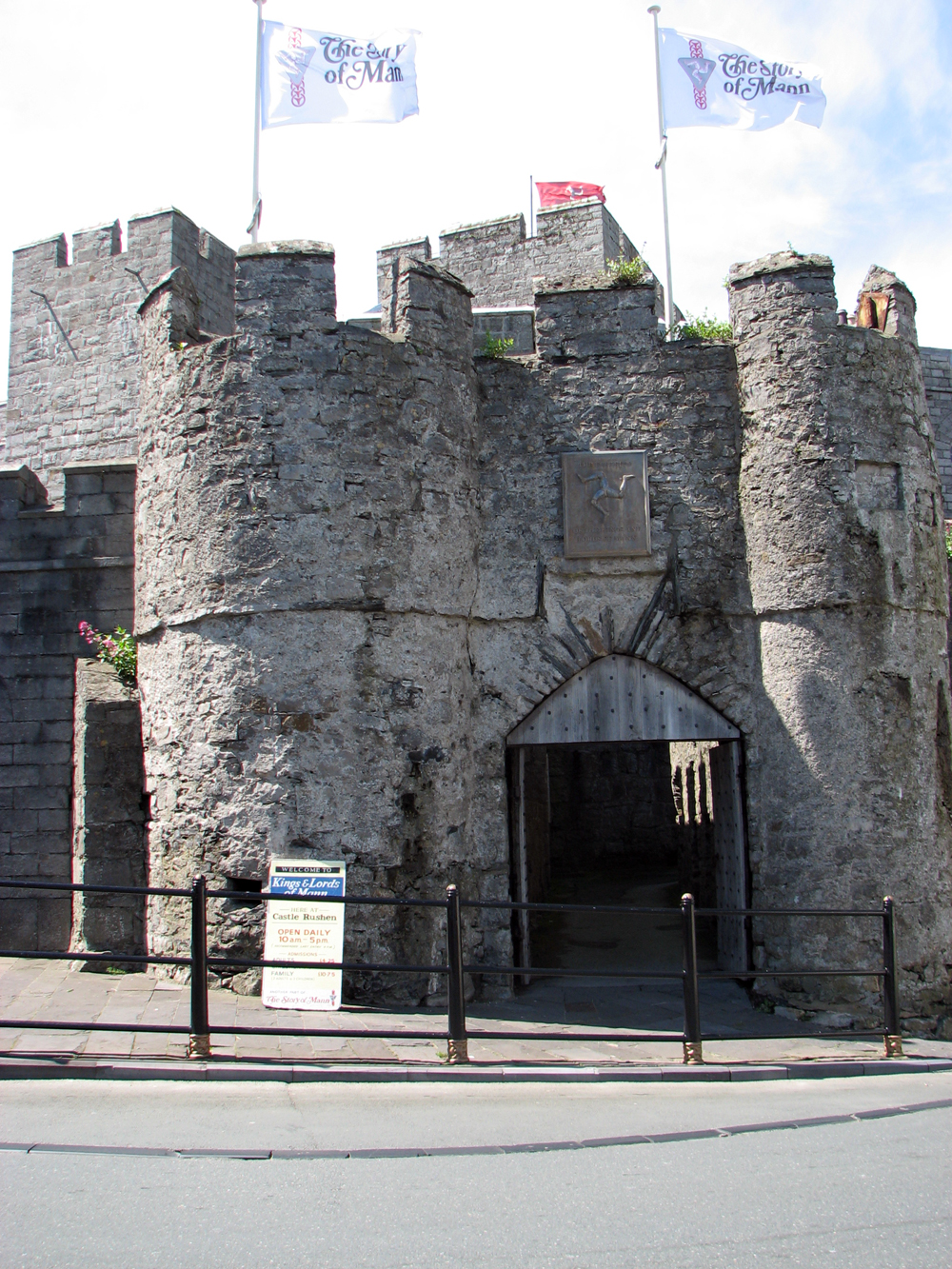
Toegangspoort van Castle Rushen

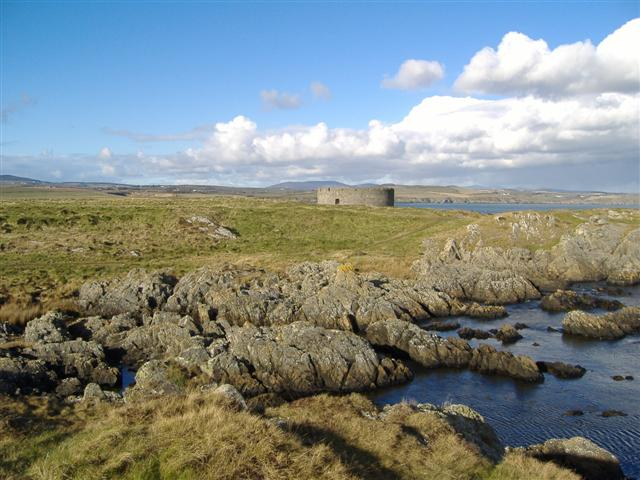
St. Michael's Isle

Manx National Heritage (Manx: Eiraght Ashoonagh Vannin) is de nationale erfgoedorganisatie van het eiland Man. Zij werd opgericht in 1951 met als naam Manx National Trust.

## Werkterrein
Onder Manx National Heritage vallen de volgende onderdelen:
- de Manx National Museum Service, die verantwoordelijk is voor het beheer van twaalf musea;
- de National Monuments Service, die de bescherming van monumenten regelt, de National Monuments Record beheert en toezicht houdt op archeologische onderzoeken;
- de National Trust Service, die natuurgebieden en ecologische reservaten beheert en beschermt;
- het nationaal archief van Man;
- de National Art Gallery.

Binnen het Verenigd Koninkrijk zijn vergelijkbare organisaties te vinden, namelijk English Heritage en Historic England in Engeland, Historic Environment Scotland in Schotland, Cadw in Wales en de Environment and Heritage Service in Noord-Ierland.

## The Story of Mann
The Story of Mann is een project dat de kennis van de geschiedenis en cultuur van Man wil bevorderen. Hierin zijn een groot aantal musea en gebouwen opgenomen. Het project koppelt objecten aan bepaalde historische periodes. Zo komen de tijd van de Kelten en de komst van de Vikingen aan bod in het huis van Mannanán en Peel Castle, terwijl een beeld van de Middeleeuwen gegeven wordt in Rushen Abbey en Castle Rushen. Informatie over het leven in de negentiende eeuw is te vinden in Cregneash en Great Laxey Wheel en voor het hedendaagse Man is er het Manx Museum.